# Kirchheimer Konzertwinter
Der Kirchheimer Konzertwinter ist eine Konzertveranstaltungsreihe mit Schwerpunkt Alte Musik, die seit 1990 regelmäßig von September bis März in Kirchheim an der Weinstraße in der protestantischen St.-Andreas-Kirche stattfindet. Gründer und künstlerischer Leiter ist der Bachpreisträger Dominik Wörner.
Veranstalter ist der Freundeskreis für Kirchenmusik in Kirchheim an der Weinstraße e. V. in Zusammenarbeit mit der protestantischen Kirchengemeinde. Mit dem 2008 gegründeten Kirchheimer BachConsort, bestehend aus Spezialisten der historischen Aufführungspraxis, und dem 2010 ins Leben gerufenen Kirchheimer VokalConsort verfügt die Konzertreihe über zwei eigene Ensembles.

## Geschichte
Bei den zurückliegenden Konzertreihen waren in Kirchheim u. a. zu Gast,: der Bariton und Dirigent Peter Kooij mit seinem Vokalsolistenensemble Sette Voci, die La Chapelle Rhénane unter Benoît Haller, der Organist und Chorleiter Masaaki Suzuki, der Hammerflügelspezialist Christoph Hammer, der Cellist Balázs Máté, die Sopranistin Hana Blažíková, der Countertenor Robin Blaze, die Preisträgerin des internationalen Musikwettbewerbs der ARD Andrea Lauren Brown, die Gambistin Hille Perl, der Lautenist Lee Santana, der Naturtrompeter Guy Ferber, die Barockgeigerin Veronika Skuplik, die Organisten Rudolf Lutz, Wolfgang Seifen, Bernhard Haas, Werner Jacob, Jon Laukvik, Michael Schönheit, Samuel Kummer und Christian Schmitt.
Regelmäßig findet innerhalb der Konzertreihe auch Liederabende statt, wo u. a. Norman Shetler, Bachpreisträger Christoph Genz und Sarah Wegener auftraten. An Ensembles waren bereits u. a. Il Gardellino mit dem Oboisten Marcel Ponseele und dem Barockgeiger Ryo Terakado sowie das Ensemble Les Timbres (Gewinner von Musica Antiqua Brügge 2009) zu hören.
Das solistisch besetzte Kirchheimer Vokal-Consort, gab sein Debüt 2010 mit Rossinis Petite Messe solennelle in der Urfassung für acht Sänger, Klavier und Harmonium unter der Leitung von Tõnu Kaljuste gab.

### Saisonmotto
Der Kirchheimer Konzertwinter steht in jeder Saison unter einem thematischen Schwerpunkt. Das Motto für die Saison 2011/2012 lautete „Bach – Genius & Faszinosum“. Die Konzerte 2012/2013 standen unter dem Thema „Ausgezeichnet! Begegnungen mit...“ Preisträgern von internationalen Musikwettbewerben. 2013/2014 war der Themenschwerpunkt „Dialoge“, in der Saison 2014/2015 sind es „Kontraste“. Mit „Facetten“ ist die Saison 2018/2019 überschrieben.

## CD-Produktionen
Mehrere CD-Produktionen sind aus Konzerten der Konzertreihe hervorgegangen. Erschienen sind bisher:
- Johann Sebastian Bach: Dialogkantaten für Sopran & Bass BWV 32, BWV 57, BWV 58 und Konzert für Oboe d’amore und Orchester BWV 1055a. Mit Hana Blažíková (Sopran), Dominik Wörner (Bass), Kirchheimer BachConsort unter der Leitung von Alfredo Bernardini. cpo, 2016.
- Johann Sebastian Bach: Motetten BWV 225–230 und BWV 159 Anh. Mit Sette Voci unter der Leitung von Peter Kooij. Ramée.
- Gioachino Rossini: Petite Messe solennelle. Mit dem Kirchheimer Vocal-Consort unter der Leitung von Tõnu Kaljuste. Carus.
- Heinrich Schütz: Italienische Madrigale op. 1. Mit Sette Voci unter der Leitung von Peter Kooij. cpo.
- Christoph Graupner: Epiphanias-Kantaten:  Was Gott thut, das ist wohl gethan, er ist mein Licht, GWV 1114/43; Erwacht, ihr Heyden, GWV 1111/34; Die Waßer Wogen im Meer sind groß, GWV 1115/35; Was Gott thut, das ist wohl gethan, es bleibt gerecht sein Wille, GWV 1114/30; Gott, der Herr, ist Sonne und Schild, GWV 1114/54. Mit Andrea Lauren Brown (Sopran), Kai Wessel (Altus), Georg Poplutz (Tenor), Dominik Wörner (Bass), Kirchheimer BachConsort unter der Leitung von Sirkka-Liisa Kaakinen-Pilch. cpo, 2017.
- Christoph Graupner: Solo- und Dialog-Kantaten: Jesus ist und bleibt mein Leben GWV 1107/12; Gott ist für uns gestorben GWV 1152/16; Siehe, selig ist der Mensch, den Gott strafet GWV 1162/09; Diese Zeit ist ein Spiel der Eitelkeit GWV 1165/09; Süßes Ende aller Schmerzen GWV 1166/20. Mit Marie-Luise Werneburg (Sopran), Dominik Wörner (Bass), Kirchheimer BachConsort unter der Leitung von Rudolf Lutz. cpo, 2018

## Weblink
- Website des Kirchheimer Konzertwinters